# Vlag van Deerlijk
De vlag van Deerlijk werd door de gemeenteraad op 29 oktober 1985 officieel vastgesteld als de gemeentelijke vlag van de West-Vlaamse gemeente Deerlijk. Op 10 maart 1986 werd hij door het Bestuur van Vlaanderen bevestigd en uiteindelijk gepubliceerd op 8 juli 1986 in het officiële Belgisch Staatsblad.
Officieel wordt de vlag beschreven als:
Wit met een rode keper, vergezeld van tien rode blokjes, zes bovenaan zoomsgewijze geplaatst en vier onderaan, 1, 2 en 1 geplaatst.

De vlag is volledig gebaseerd op het gemeentewapen en ziet er dus helemaal hetzelfde uit.

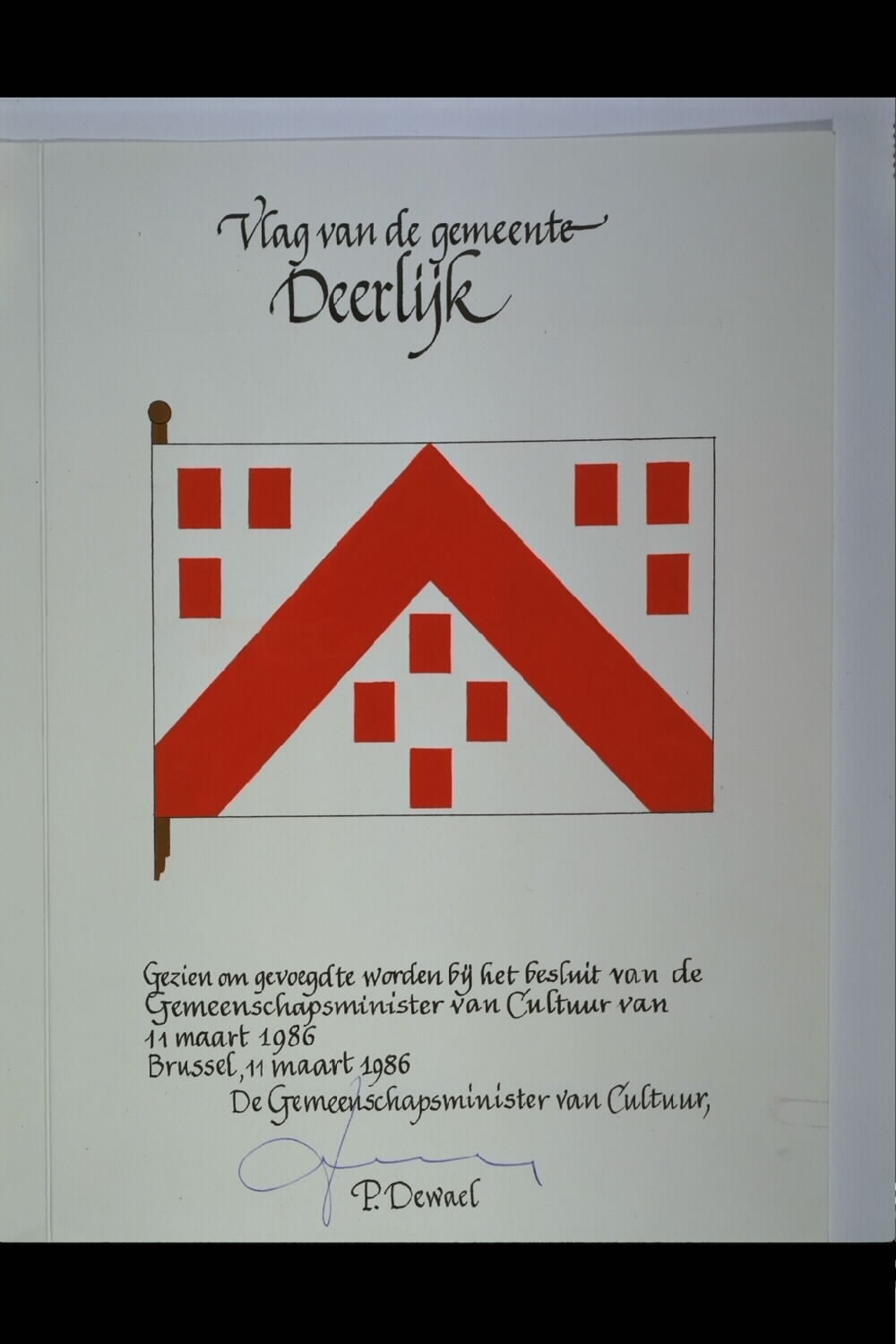
Ontwerp vlag getekend door Patrick Dewael